# Road Trips Volume 2 Number 2
Road Trips Volume 2 Number 2 je koncertní album skupiny Grateful Dead. Jedná se o šestou část série Road Trips. Album vyšlo 21. března 2009 u Grateful Dead Records a většina nahrávek pochází z 14. února 1968.

## Seznam skladeb
Všechny skladby byli nahrány 14. února 1968, pokud není uvedeno jinak.
| Disk 1 | Disk 1                                                        | Disk 1                | Disk 1 |
| Pořadí | Název                                                         | Autor                 | Délka  |
| ------ | ------------------------------------------------------------- | --------------------- | ------ |
| 1.     | (Walk Me Out in the) Morning Dew                              | Dobson, Rose          | 6:30   |
| 2.     | Good Morning Little School Girl                               | Williamson            | 12:35  |
| 3.     | Dark Star                                                     | Grateful Dead, Hunter | 6:10   |
| 4.     | China Cat Sunflower                                           | Garcia, Hunter        | 4:25   |
| 5.     | The Eleven                                                    | Hunter, Lesh          | 5:15   |
| 6.     | Turn On Your Love Light                                       | Scott, Malone         | 9:02   |
| 7.     | Viola Lee Blues (bonus; 1/20/68 Eureka, Kalifornie)           | Lewis                 | 20:38  |
| 8.     | Beat It on Down the Line (bonus; 1/23/68 Seattle, Washington) | Fuller                | 3:38   |
| 9.     | It Hurts Me Too (bonus; 1/23/68 Seattle, Washington)          | James                 | 4:20   |
| 10.    | Dark Star (bonus; 2/2/68 Portland, Oregon)                    | Grateful Dead, Hunter | 6:40   |

| Disk 2 | Disk 2                          | Disk 2                                   | Disk 2 |
| Pořadí | Název                           | Autor                                    | Délka  |
| ------ | ------------------------------- | ---------------------------------------- | ------ |
| 1.     | That's It for the Other One     | Garcia, Kreutzmann, Lesh, McKernan, Weir | 9:30   |
| 2.     | New Potato Caboose              | Lesh, Petersen                           | 8:48   |
| 3.     | Born Cross-Eyed                 | Weir                                     | 2:38   |
| 4.     | Spanish Jam                     |                                          | 12:28  |
| 5.     | Alligator                       | Lesh, McKernan, Hunter                   | 14:30  |
| 6.     | Caution (Do Not Stop on Tracks) | Garcia, Kreutzmann, Lesh, McKernan, Weir | 10:00  |
| 7.     | Feedback                        | Garcia, Kreutzmann, Lesh, McKernan, Weir | 6:10   |
| 8.     | In the Midnight Hour            | Cropper, Pickett                         | 10:35  |

| Bonusový disk | Bonusový disk                                         | Bonusový disk         | Bonusový disk |
| Pořadí        | Název                                                 | Autor                 | Délka         |
| ------------- | ----------------------------------------------------- | --------------------- | ------------- |
| 1.            | Viola Lee Blues (1/23/68 Seattle, Washington)         | Lewis                 | 22:46         |
| 2.            | Good Morning Little School Girl (Eureka, Kalifornie)  | Williamson            | 12:14         |
| 3.            | New Potato Caboose (1/30/68 Eugene, Oregon)           | Lesh, Petersen        | 12:40         |
| 4.            | Dark Star (1/23/68 Seattle, Washington)               | Grateful Dead, Hunter | 7:45          |
| 5.            | China Cat Sunflower (1/23/68 Seattle, Washington)     | Garcia, Hunter        | 5:08          |
| 6.            | The Eleven (1/23/68 Seattle, Washington)              | Hunter, Lesh          | 6:00          |
| 7.            | Turn On Your Love Light (1/23/68 Seattle, Washington) | Scott, Malone         | 12:55         |

## Sestava
- Jerry Garcia – sólová kytara, zpěv
- Bob Weir – rytmická kytara, zpěv
- Phil Lesh – basová kytara, zpěv
- Ron „Pigpen“ McKernan – varhany, zpěv
- Mickey Hart – bicí
- Bill Kreutzmann – bicí